# Санта-Паола-Романа (титулярная церковь)
Титулярная церковь Санта-Паола-Романа (лат. Titulus Sanctae Paulæ Romanæ) — титулярная церковь была создана Папой Франциском 14 февраля 2015 года. Титул принадлежит церкви Санта-Паола-Романа, расположенной в квартале Рима Трионфале, на виа Дуччо Галимберти.

## Список кардиналов-священников титулярной церкви Санта-Паола-Романа
- Соане Патита Паини Мафи — (14 февраля 2015 — по настоящее время).